# Triangolo Nazionale

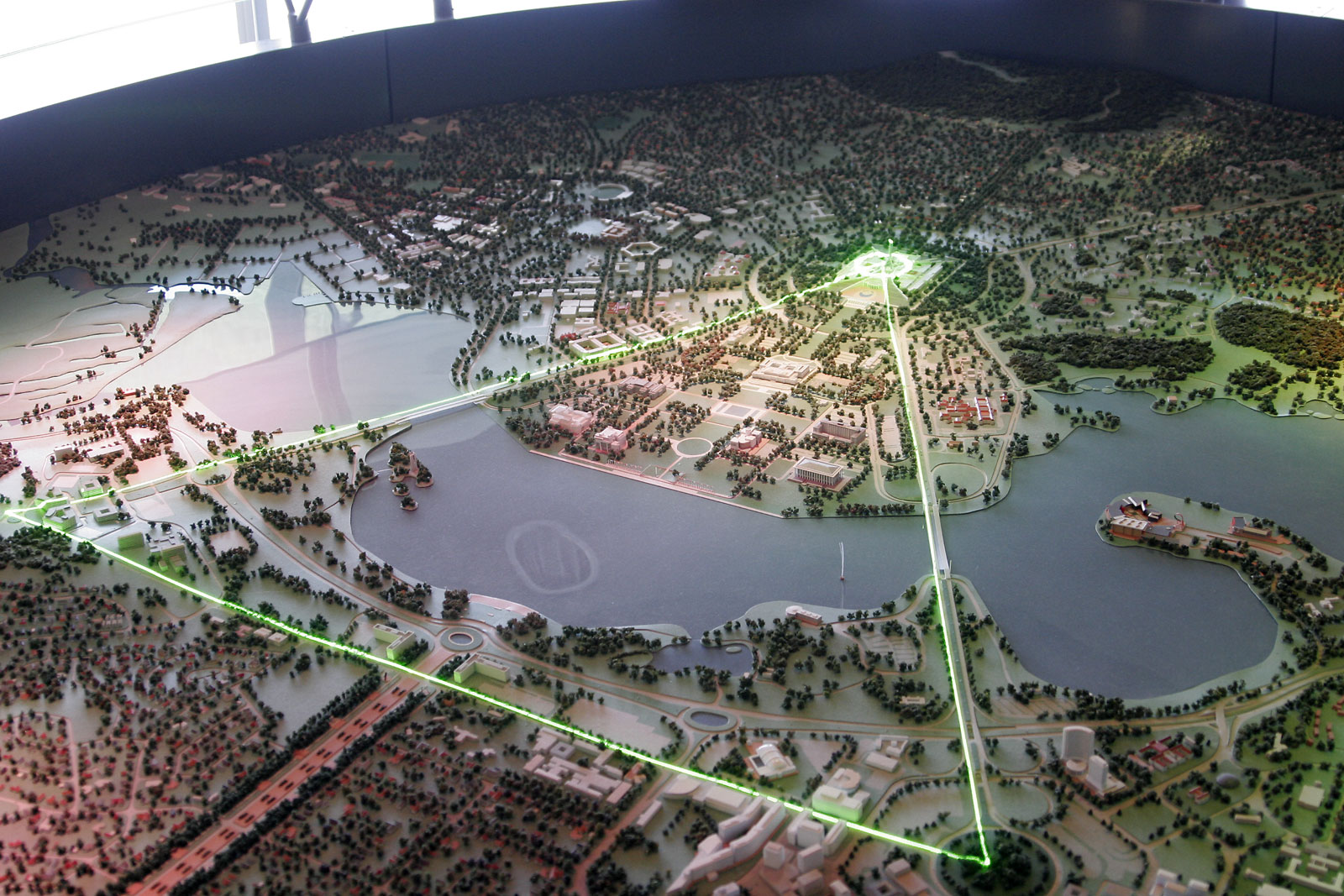
Un modello di Canberra con il Triangolo nazionale evidenziato da linee verdi

Il Triangolo Nazionale, noto anche come Triangolo Parlamentare, è un complesso edilizio pianificato, a Canberra, sede di alcuni degli edifici più significativi ed importanti dell'Australia. Gli edifici all'interno del Triangolo Nazionale sono stati posizionati e progettati per ottenere un effetto visivo monumentale, a cui sussistono uno con la presenza dell'altro.

## Progetto
Il progetto nacque e si sviluppò principalmente grazie al contributo di Walter Burley Griffin. I vertici del triangolo sono il Parlamento, la sede del governo; il quartier generale della difesa (nel quartiere di Russell; e City Hill, quartiere civile di Canberra. Griffin progettò la città attorno a due assi che convergono al centro del Triangolo Nazionale. L'asse terrestre collega il Monte Ainslie, Capital Hill e Red Hill e si estende verso il Monte Bimberi, la montagna più alta dell'Australian Capital Territory. L'asse acquatico corre ad angolo retto rispetto all'asse terrestre lungo la lunghezza del lago Burley Griffin.
La sponda meridionale del lago Burley Griffin taglia in due il triangolo nazionale formando un triangolo più piccolo, denominato zona parlamentare, e delimitato dalle strade Kings e Commonwealth.
Coerentemente con il design di Garden City, sempre di Walter Burley Griffin, il Triangolo Nazionale è caratterizzato da strade fiancheggiate da grandi alberi a foglie caduche, e da edifici situati in distese di parchi erbosi. Di conseguenza, ha un'atmosfera molto aperta, con edifici che si trovano a diversi minuti a piedi l'uno dall'altro.

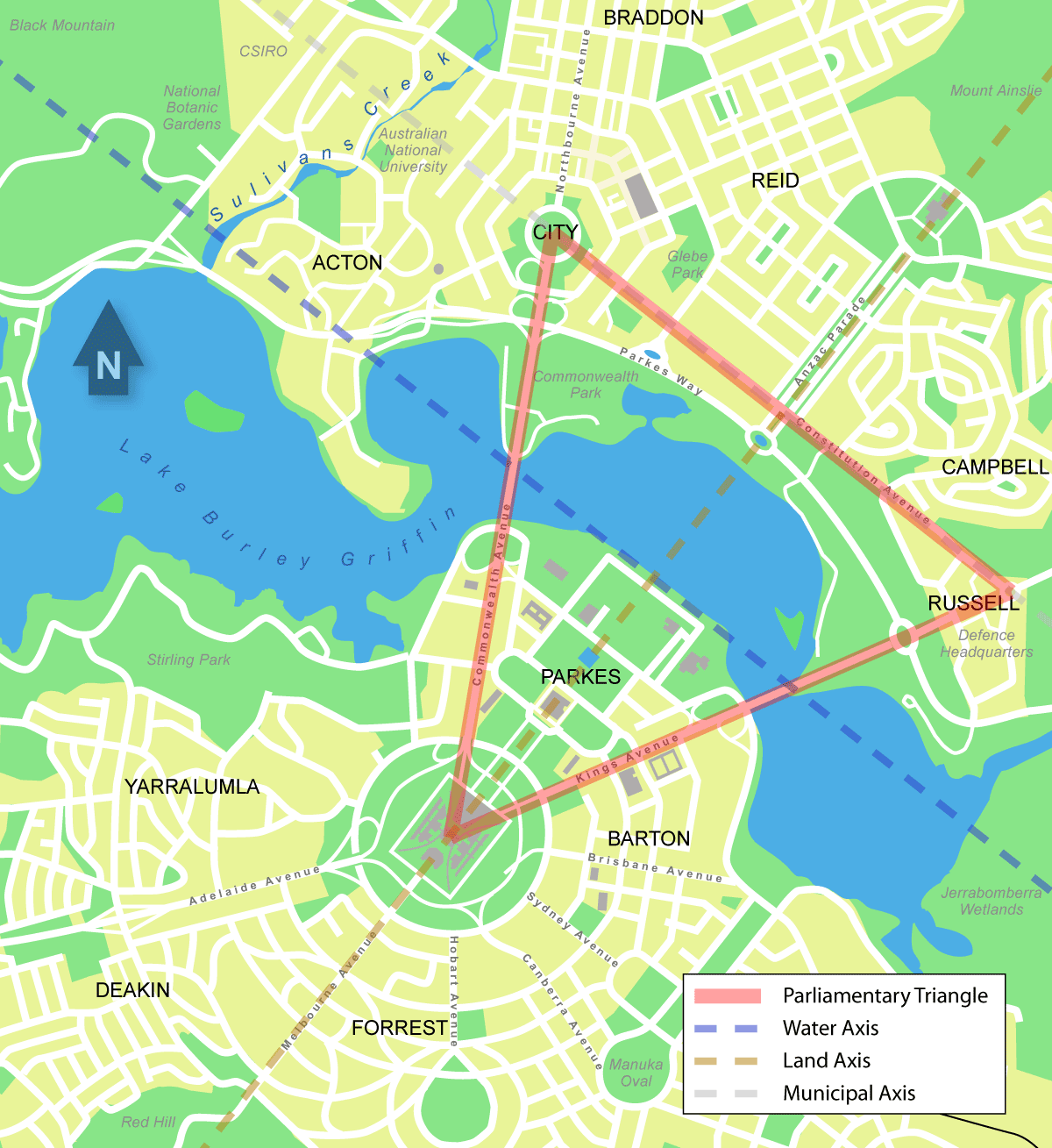
Una mappa del centro di Canberra che mostra il triangolo parlamentare, in rosso.

Lo sviluppo all'interno del triangolo nazionale è strettamente controllato dalla National Capital Authority, un'agenzia del governo del Commonwealth (non il governo dell'area della capitale) parte del Dipartimento delle infrastrutture, dei trasporti, dello sviluppo regionale e delle comunicazioni.

## Edifici e monumenti significativi
L'area coperta dal Triangolo Nazionale corrisponde in gran parte al sobborgo di Parkes. Il Parlamento ed il Vecchio Parlamento sono gli edifici più imponenti all'interno del Triangolo Nazionale. Altri edifici significativi per il design e la simmetria del Triangolo sono l'Alta Corte e la National Gallery. I parchi principali sono il Commonwealth Place, che si trova al centro della riva del lago, il Commonwealth Park ed il Kings Park, che costeggiano la sponda opposta del lago.
Altri edifici significativi all'interno del distretto includono il Dipartimento del Tesoro e il John Gorton Building. Il National Carillon, dono del governo britannico per i 50 anni dalla fondazione di Canberra, si trova sull'isola di Aspen, che sarà ribattezzata Queen Elizabeth II Island in commemorazione del giubileo di platino della regina Elisabetta II, monarca d'Australia. Il National Rose Garden si trova accanto al vecchio Parlamento, mentre l'Ambasciata semipermanente aborigena si trova di fronte ad esso. Il Reconciliation Place, un monumento alla riconciliazione tra gli indigeni australiani e la popolazione dei coloni, si trova vicino all'Alta Corte. Gli archivi nazionali e il "West Block" - i vecchi uffici dipartimentali - si trovano dietro l'Old Parliament House, vicino rispettivamente a Kings Avenue ed a Commonwealth Avenue. Altri dipartimenti governativi, come il Dipartimento del procuratore generale ed il Dipartimento del Primo Ministro e del Gabinetto, si trovano nel sobborgo di Barton, nelle dirette vicinanze.

## Similitudini con Washington e Brasilia

Brasilia ha una forma triangolare

Ci sono somiglianze con il design di Canberra e quello di Washington e Brasilia. Le tre città sono costituite da triangoli che collegano la Camera del Governo con altri monumenti e luoghi importanti.